# Facultatea Inginerie Industrială, Robotică și Managementul Producției din Cluj-Napoca
Facultatea Inginerie Industrială, Robotică și Managementul Producției din Cluj–Napoca (acronim: F.I.I.R.M.P Cluj-Napoca) fosta Facultatea de Inginerie Mecanică în anul 1953, ulterior din anul 1989 Facultatea de Construcții de Mașini din Cluj-Napoca, care face parte din cadrul Universității Tehnice din Cluj-Napoca (UTCN). Ea oferă studenților formarea ca inginer în diverse specializări.
Prin programele sale de licență, masterat și doctorat, Facultatea își asumă misiunea să formeze ingineri pentru industria viitorului, dispunând de competențe privind proiectarea și fabricația produselor, concepția, construcția și utilizarea roboților  în producție și alte aplicații complexe, precum și managementul proceselor și organizațiilor industriale. O atenție specială în formarea studenților este acordată cunoașterii tehnologiilor digitale si robotice, tehnici moderne precum realitatea virtuală, fabricația aditivă, internetul industrial al lucrurilor și sistemele informatice suport fiind integrate astfel în aplicații industriale sau interdisciplinare complexe orientate spre nevoile și cerințele economiei și societății moderne.Facultatea are o bază materială și o tradiție bogată.

## Istoric
De-a lungul timpului facultatea a avut mai multe denumiri. În anul 1947, în urma unui memoriu adresat Ministerului Învățământului Public în anul 1948 s-a înființat Politehnica din Cluj cu trei facultăți: Construcții, Electromecanică și Silvicultură. 
Decizia de organizare a învățământului superior nr. 263.327 din 1948 a Ministerului Învățământului Public este documentul prin care s-a înființat Institutul de Mecanică din Cluj și Facultatea de Mecanică Cluj, având 341 de studenți, dintre care 108 la cursurile de zi și 233 la cursurile speciale cu o durată de doi și patru ani. cu doua secții: termotehnică și mașini de lucru. 
Institutul de Mecanică cât timp a funcționat în perioada 1948-1953 a avut următoarele structuri și forme de activitate și specializări:
- Motoare cu combustie internă (1948-1951);
- Mașini de transport terestru (1948-1953);
- Mașini unelte (1948-1953);
- Scule și dispozitive (1950-1953);
- Mecanică fină (1950-1953);
- Mecano-energetică (1950-1953).

Prin reforma învățământului din 1948 datorită evenimentelor de la acea dată, s-au făcut cursurile speciale timp de doi ani de zile.
În anul 1953 cele două instituții se transformă în Institutul Politehnic din Cluj.
Reorganizările în anul universitar 1956/1957 aduce unirea Facultății de Mecanică cu Facultatea de Tehnologie.În cadrul Facultății de Mecanică se înființează următoarele specializări:
- Tehnologia construcției de mașini (1955);
- Mașini și utilaje pentru prelucrare la cald (1958);
- Mecanică agricolă (1962);
- Electromecanică (1960), transformată în 1964 în Facultatea de Electrotehnică;
- Utilaj tehnologic (1973);
- Mașini-unelte (reînființată în 1976);
- Turnătorie (1976).

Au mai existat și secții care au funcționat pentru o perioadă scurtă de timp astfel: 
- Mașini de lucru (scule, dispozitive, aparataj (1953-1958);
- Utilajul și tehnologia turnării (1954-1958);
- Mașini-unelte (1953-1958);
- Mașini termice (1954-1958);
- Tehnologia prelucrării la cald (1958-1960);
- Utilajul și tehnologia prelucrării la cald (1960-1966). Cursurile speciale de patru ani au funcționat cu specializările:Mașini-unelte, scule și dispozitive și Mecano-energetică[3].

În 10 decembrie 1972 prin H.C.M. nr 1320  se înființează secțiile serale de subingineri pe lângă întreprinderi din: Satu-Mare, Baia-Mare, Cugir, Oradea și Cluj-Napoca.
Profilurile și specializările Facultății de Mecanică în perioada 1984-1990 au fost:
- Mecanic, ingineri zi, 5 ani, cu specializările: Tehnologia construcțiilor de mașini, Mașini unelte, Mecanică agricolă;
- Mecanic, ingineri seral, 6 ani, cu specializările: Tehnologia construcțiilor de mașini, Mașini unelte, Utilaj tehnologic;
- Mecanic, subingineri seral în întreprinderi, 4 ani, cu specializările: Tehnologia construcțiilor de mașini (la Întrepriderea Unio din Satu-Mare, Întrepriderea Mecanică din Cugir, Întrepriderea de Utilaj tehnologic din Bistrița), Mecanică fină (Întrepriderea Mecanică din Cugir):
- Metalurgic, ingineri zi, 5 ani, cu specializările: Turnătorie, Prelucrări metalurgice;
- Metalurgic, ingineri seral, 6 ani, cu specializările: Turnătorie, Prelucrări metalurgice;
- Metalurgic, subingineri seral, 4 ani, cu specializările: Turnătorie, Deformări plastice și Tratamente termice[3].

În anul 1974 în baza Decretului nr. 147 următoarele instituții devin independente: Institutul de Subingineri din Baia-Mare, Institutul de Subingineri din Sibiu, Institutul de Subingineri din Oradea și Institutul de Subingineri din Târgu-Mureș.
După schimbările produse în România în plan politic din decembrie 1989, în cadrul învățământul superior din Cluj Napoca a avut loc un proces de reorganizare a acestuia. Institutului Politehnic din Cluj-Napoca și-a schimbat denumirea în Universitatea Tehnica din Cluj-Napoca iar la 24 octombrie 1990 Facultatea de Mecanică s-a divizat în trei facultăți distincte cu profil mecanic: 
- Facultatea de Construcții de Mașini, care din anul 2021 își modifică numele în Facultatea Inginerie Industrială, Robotică și Managementul Producției din Cluj –Napoca
- Facultatea de Mecanică, care din 2018 își modifică numele în Facultatea de Autovehicule Rutiere, Mecatronică și Mecanică
- Facultatea de Știința și Ingineria Materialelor, care din anul 2011 își modifică denumirea în Facultatea de Inginerie a Materialelor și a Mediului;[6].

## Scop
Pregătirea de specialiști capabili să rezolve probleme legate de proiectare, fabricației și management din domeniul ingineriei industriale, respectiv mecatronicii și roboticii.
Cooperarea interuniversitară națională și internațională.
La Cluj-Napoca cursurile sunt prezentate în limbile română, engleză și germană, iar în locațiile din Alba-Iulia, Bistrița, Satu Mare și Zalău prezentarea este în limba română.

## Activitatea didactică
Conform procesului Bologna, facultatea oferă toate cele trei trepte de cursuri universitare:
- studii universitare de licență;
- studii universitare de masterat;
- stagii de doctorat, cu și fără frecvență.

## Materiale didactice
Studenții au acces la colecția de cărți a bibliotecii centrale a universității și la bibliotecile filiale, din care una este în aripa facultății. Consultarea catalogului lucrărilor disponibile și rezervarea lor poate fi făcută online.

## Viața studențească
„Complexul studențesc Mărăști” este destinat studenților care studiază la facultățile cu profil mecanic din mun. Cluj-Napoca unde sunt 2 cămine, o cantină, un teren de fotbal și o biblioteca asigurând confortul studenților pe perioada studiilor universitare.
- Biblioteca Universității Tehnice din Cluj-Napoca are statut de bibliotecă universitară, cu utilizatori principali studenții, cadrele didactice, cercetătorii din instituție de învățământ superior și utilizatori externi (persoane fizice sau juridice). Biblioteca are locații atât la facultatea cât și în „Complexul Mărăști”.
- Căminele sunt modernizate, amenajate cu săli de lectura si biblioteci, oferind acces gratuit la internet, cantină, teren de sport. Cazarea in cămin se face la începutul fiecărui an universitar, la cererea studenților, in funcție de gradul de confort al fiecărui cămin si de numărul de locuri repartizate pentru fiecare camera.
- Complexul de Natație al UTCN se adresează unui public larg: copii, elevi, studenți, sportivi, adulți și reprezintă unul dintre cele mai agreabile spații de mișcare și relaxare din municipiu.
- Clubul Cultural Studențesc  din Cluj-Napoca[8]

## Personalități

### Personalități marcante
| Nume                | Decani din anul | Rectori U.T.C.N. din anul |  |
| ------------------- | --------------- | ------------------------- |  |
| Bazil Popa          | 1953–1958       | 1968–1976                 |  |
| Ion Lăzărescu       | 1958–1963       |                           |  |
| Liviu Mănduc        | 1963–1964       |                           |  |
| Ioan Drăgan         | 1964–1968       | 1984–1990                 |  |
| Gheorghe Petriceanu | 1968–1976       |                           |  |
| Vasile Ionuț        | 1976-1981       |                           |  |
| Gheorghe Petriceanu | 1981-1984       |                           |  |
| Adalbert Antal      | 1984-1990       |                           |  |
| Nicolae Bățagă      | 1990            |                           |  |
| Horia Colan         | 1990            | 1990-1992                 |  |
| Mircea Crețu        | 1990            |                           |  |
| Nicolae Plitea      | 1990-1992       |                           |  |
| Achimaș Gheorghe    | 1992 -2004      |                           |  |
| Berce Petru         | 2004-2012       |                           |  |
| Popescu Daniela     | 2012-2016       |                           |  |
| Bâlc Nicolae        | 2016-2020       |                           |  |

O parte din membrii Academiei de Științe Tehnice din Romania, Filiala Cluj - Napoca care au activat în calitate de cadre didactice la universitate sunt:
- Prof. dr. ing.Andrei Ripianu[11]
- Csaba Gyenge[4][11]
- Prof. dr. ing.Maros Dezideriu[11]
- Prof. dr. ing.Micea Bejan[11][12].
- Prof. dr. ing.Victor Constantinescu[11][13]
- Handra Luca Viorel rector al UTCN 1992-1996.[11][14].

În prezent, membrii ai Academia de Științe Tehnice din Romania, Filiala Cluj și care au activat în calitate de cadre didactice la universitate sunt:
- Prof. dr. ing.Dorel Banabic[11]
- Prof. dr. ing.Petru Berce[4][11]
- Prof. dr. ing.Nicolae Burnete[11][15].
- Prof. dr. ing.George Arghir[13]
- Prof. dr. ing.Teodor Mădărăsan[11]
- Prof. dr. ing.Radu Liviu Orban[11][13]
- Prof. dr. ing.Nicolae Bâlc[11]

### Personalități în diverse domenii
Cadre universitare, miniștrii, episcopi și politicieni, etc.:
- Prof. dr. ing.Mircea Crețu deputat în Parlamentul României în legislaturile 1990-1992[16].
- Prof. dr. ing.Ioan Rus - fost Ministrul Administrației și Internelor perioada 2000 – 2003[17].
- Teodor Atanasiu - Ministrul Apărării Naționale din România în perioada 28.12.2004-25.10.2006[18]
- Prof. dr. ing. Mihail Hărdău - Ministrul Educației și Cercetării[19]
- Florentin Crihălmeanu - Episcopiei de Cluj-Gherla[20]
- Prof. dr. ing.Vușcan Ioan - fost prefect al jud. Cluj-Napoca în anul 2012[4],etc.

## Legături externe
- Site web oficial Arhivat în 20 mai 2022, la Wayback Machine.
- F.I.I.R.M.P Cluj-Napoca pe Facebook
- Prezentare video a facultății
- Blog absolvenți facultate
- Admitere Facultatea de Inginerie Industrială, Robotică și Managementul Producției din Cluj–Napoca(F.I.I.R.M.P Cluj-Napoca).
- Facultatea de Autovehicule Rutiere, Mecatronică și Mecanică Cluj-Napoca
- Facultatea de Inginerie a Materialelor și a Mediului Cluj-Napoca

.